# Rikuzentakata
Rikuzentakata (陸前高田市; -shi) é uma cidade japonesa localizada na província de Iwate.
Em 2020, a cidade tinha uma população estimada em 19.062 habitantes, e uma densidade populacional de 82 pessoas por km² em 7.593 domicílios. A área total da cidade é de 231,94 km².
Recebeu o estatuto de cidade a 1 de Janeiro de 1955.

## Geografia
Rikuzentakata está localizada no extremo sudeste da província de Iwate, banhada pelo Oceano Pacífico a leste. A cidade tinha o Lago Furukawanuma até que o tsunami de 2011 o destruiu. Partes da área costeira da cidade estão dentro das fronteiras do Parque Nacional Sanriku Fukkō.

## Municípios vizinhos

### Prefeitura de Iwate
- Ōfunato
- Ichinoseki
- Sumita

### Prefeitura de Miyagi
- Kesennuma

## Clima
Rikuzentakata tem um clima úmido (classificação climática de Köppen Cfa) que faz fronteira com um clima oceânico (classificação climática de Köppen Cfb) com verões quentes e invernos frios. A temperatura média anual é de 11,1 °C. A média anual de chuvas é de 1343 mm com setembro como o mês mais úmido e janeiro como o mês mais seco. As temperaturas são mais altas em média em agosto, em torno de 23,7 °C, e as mais baixas em janeiro, em torno de 0,0 °C.

## História
A área da atual Rikuzentakata fazia parte da antiga província de Mutsu, e foi estabelecida desde pelo menos o período Jōmon. A área era habitada pelo povo Emishi, e ficou sob o controle da dinastia Yamato durante o início do período Heian. Durante o período Sengoku, a área foi dominada por vários clãs samurais antes de ficar sob o controle do clã Date durante o período Edo, que governou o Domínio de Sendai sob o xogunato Tokugawa.
As cidades de Kesen e Takata foram estabelecidas no distrito de Kesen em 1 de abril de 1889 com a criação do moderno sistema municipal. A área foi devastada pelo terremoto de Sanriku em 1896 e pelo terremoto de Sanriku em 1933. Kesen e Takata fundiram-se com a cidade vizinha de Hirota e aldeias de Otomo, Takekoma, Yokota e Yonezaki em 1 de janeiro de 1955 para formar a cidade de Rikuzentakata.

## Sismo e tsunami de Tohoku de 2011

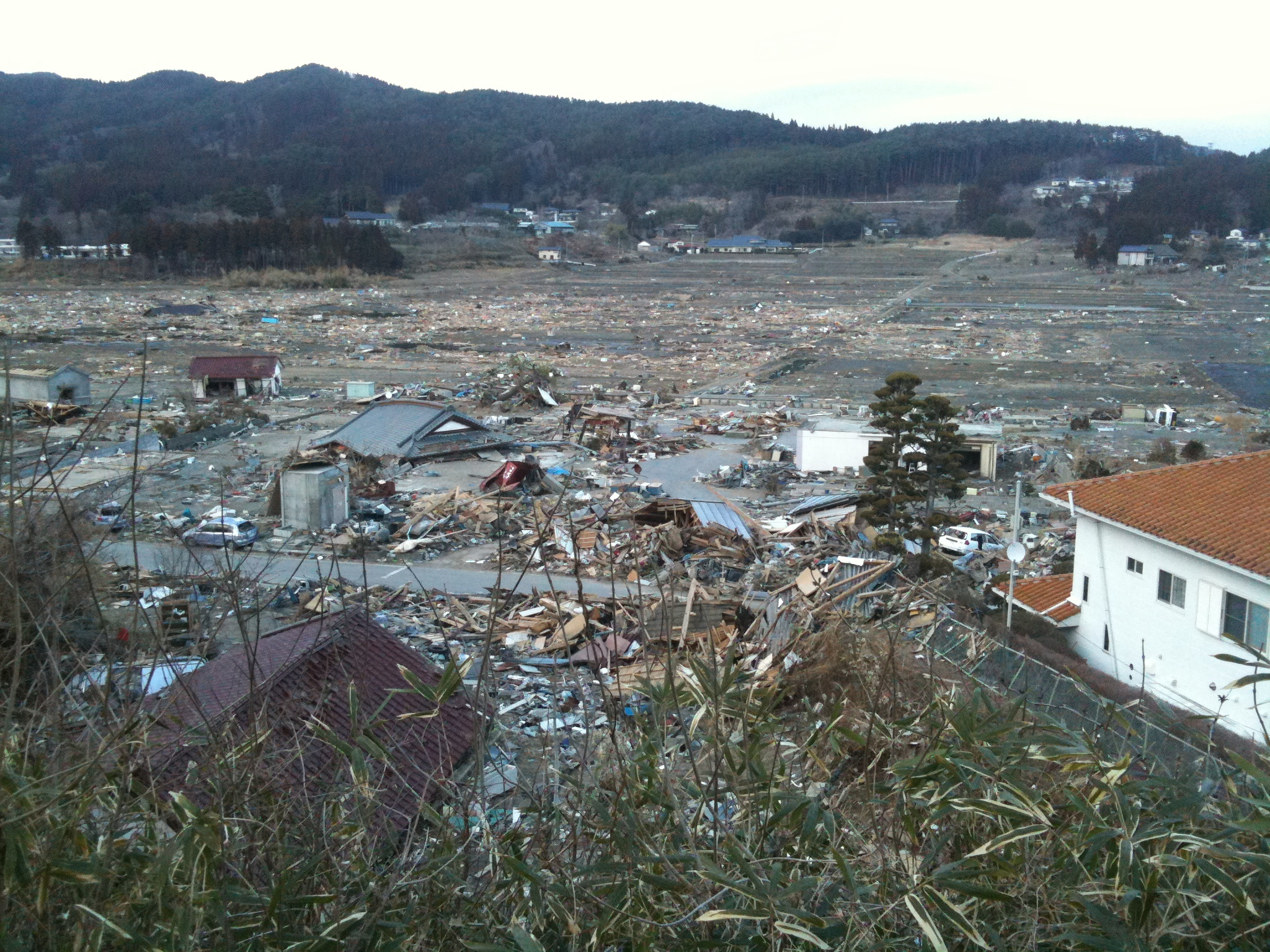
Cidade de Rikuzentakata destruída após o tsunami

Rikuzentakata foi quase completamente destruída após o terremoto e o tsunami de Tōhoku, ocorrido no dia 11 de Março de 2011. De acordo com as autoridades locais, prédios menores do que três andares de altura foram completamente submersos, enquanto prédios maiores do que três andares de altura foram parcialmente inundados, dentre eles, a prefeitura, onde a água também chegou tão alto quanto o terceiro andar. As Forças de Autodefesa do Japão inicialmente informaram que entre 300 e 400 corpos foram encontrados na cidade. Em 14 de março, uma reportagem ilustrada da BBC mostrou uma foto da cidade, descrevendo-a como "quase completamente destruída".  Os abrigos contra tsunamis da cidade foram projetados em casos da cidade ser atingida com ondas de três a quatro metros de altura, mas o tsunami de março de 2011 criou uma onda de 13 metros de altura que inundou os locais seguros designados. As autoridades locais estimaram que 20% a 40% da população da cidade foram mortas. Embora a cidade estivesse preparada para terremotos e tsunamis e tivesse um muro anti tsunamis de 6,5 metros de altura, porém, ele não foi suficiente e mais de 80% das 8.000 casas foram destruídas.
Um documentário da BBC datado de 20 de março relatou que os portões do porto da cidade não fecharam quando o tsunami esta se aproximando, e que 45 bombeiros foram levados pela onda enquanto tentavam fechá-los manualmente. O mesmo documentário relatou que 500 corpos foram recuperados na cidade, mas que 10.000 pessoas ainda estavam desaparecidas de uma população de 26.000 habitantes. Em 3 de abril de 2011, 1.000 pessoas da cidade foram confirmadas mortas e outras 1.300 ainda estavam desaparecidas. No final de maio de 2011, um repórter australiano entrevistou um bombeiro voluntário sobrevivente que disse que 49 bombeiros foram mortos em Rikuzentakata pelo tsunami, entre 284 bombeiros conhecidos por terem morrido ao longo da costa afetada, dentre eles, os que fechavam os portões das barreiras de tsunami ao longo da costa.
Sessenta e oito funcionários da cidade, cerca de um terço dos funcionários municipais, foram mortos. O prefeito da cidade, Futoshi Toba, estava em seu posto na prefeitura e sobreviveu, mas sua esposa acabou morrendo em sua casa à beira-mar. A onda danificou severamente os artefatos e a coleção botânica do museu da cidade e matou todos os seus seis funcionários. O número final de mortos na cidade foi de 1.656 mortos e 223 pessoas desaparecidos ou presumidamente mortas.

### Reconstrução
Como contramedida contra um futuro tsunami, o centro da cidade de Rikuzentakata foi elevado após o preenchimento de rochas em um megaprojeto. Em 2014, um enorme sistema de transporte estava sendo usado para transportar as rochas de uma colina através do Rio Kesen ao centro da cidade, e foi nomeado a "Ponte da Esperança". O projeto elevou o centro da cidade em mais de 10 metros em relação ao nível do mar. 
Atualmente, um novo mercado e um novo centro comunitário foi estabelecido sobre um desses terrenos elevados, e o trabalho está em andamento para criar novas vias. Além disso, novas pontes estão sendo estabelecidas através do rio Kesen, incluindo uma extensão e desvio para a Sanriku Expressway e a Rota Nacional do Japão 45. A localização da pedreira rochosa para o megaprojeto está sendo desenvolvida como um novo bairro.
Em 2019, foi inaugurado o Memorial do Tsunami de Iwate. Dividido em quatro zonas, o museu conta com um acervo de 150 itens em exposição sobre o terremoto e o tsunami em 2011 tanto na cidade quanto ao longo da costa de Sanriku, além de falar sobre os perigos causados por estes tipos de desastres naturais.

## Economia
A economia local de Rikuzentakata é fortemente baseada na pesca comercial e no processamento de alimentos. A partir de 2011, a agricultura de ostras gerou ¥40 milhões em vendas anuais para a cidade.

## Transporte

### Ferrovias
- Companhia Ferroviária do Japão Oriental (JR Leste) - Linha Ōfunato (serviços suspensos indefinidamente e substituídos por um BRT)

### Rodovias
- Via Expressa Sanriku
- Rota Nacional 45
- Rota Nacional 340
- Rota Nacional 343

## Atrações turísticas

### Takata-matsubara

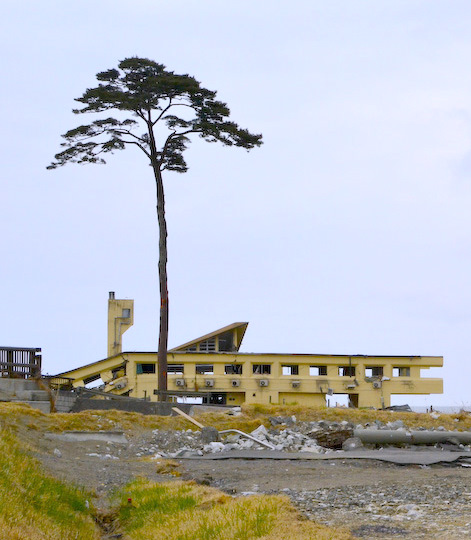
Pinheiro sobrevivente do tsunami em Rikuzentakata

Takata-matsubara (高000) foi um trecho de dois quilômetros de costa que foi forrado com aproximadamente setenta mil pinheiros. Em 1927 foi selecionada como uma das 100 Paisagens do Japão (era Shōwa) e em 1940 foi designada como um monumento. 
Após o tsunami de 2011, uma única árvore de dez metros e com duzentos anos sobreviveu da floresta. Devido à subvenção da terra e a erosão costeira, este estava a apenas cinco metros do mar e estava em ameaça de aumento da salinidade. A Associação para a Proteção de Takata-Matsubara, juntamente com os governos municipais e moradores, tomaram medidas, incluindo a construção de barreiras, para proteger o pinheiro sobrevivente.
Em setembro de 2011, havia sinais de que essas medidas haviam falhado, e que a árvore estava morta devido à intoxicação por água salgada. Em setembro de 2012, a árvore foi derrubada e substituída em 2013 por uma "árvore comemorativa" artificial.